# Kostens 6 grundpiller
Kostens 6 grundpiller er en dansk dokumentarfilm fra 1955 instrueret af Henning Nystad efter eget manuskript.

## Handling
I en blanding af tegne- og realfilm fortælles om familien Petersens kostproblemer, som er fælles for alle.